# Acid benzensulfonic
Acidul benzensulfonic este un compus organic cu sulf cu formula chimică C6H6O3S. Este cel mai simplu exemplu de acid sulfonic aromatic. Se prezintă sub formă de cristale albe delicvescente și este solubil în apă și etanol, greu solubil în benzen și insolubil în solvenți polari precum eterul dietilic. Sărurile acestui acid se numesc benzensulfonați.

## Obținere
Acidul benzensulfonic se obține în urma unei reacții de sulfonare a benzenului, care se realizează cu acid sulfuric concentrat. Reacția de sulfonare a benzenului este una dintre cele mai importante reacții utilizate în sinteza organică industrială.

## Proprietăți
Acidul benzensulfonic și derivații acestuia suferă o reacție de desulfonare prin încălzire, în soluție, la o temperatură de aproximativ 200 °C. Temperatura de desulfonare e corelată cu ușurința reacției de sulfonare și depinde și de modul de desfășurare al mecanismului de reacție:
C6H5SO3H  +  H2O   →  C6H6  +  H2SO4